# Sextant
| Recensione | Giudizio |
| ---------- | -------- |
| AllMusic   | [ 3 ]    |
| Debaser    | [ 4 ]    |

Sextant è un album discografico di Herbie Hancock, pubblicato dalla casa discografica Columbia Records nel marzo del 1973.

## Tracce

### LP
Lato A
1. Rain Dance – 9:16 (Herbie Hancock)
2. Hidden Shadows – 10:13 (Herbie Hancock)

Lato B
1. Hornets – 19:36 (Herbie Hancock)

## Musicisti
Rain Dance
- Mwandishi / Herbie Hancock - piano elettrico fender rhodes con echoplex, handclap (battito delle mani)
- Mganga / Eddie Henderson - tromba
- Mwile / Bennie Maupin - sassofono soprano
- Pepo / Julian Priester - trombone
- Mchezaji / Buster Williams -  basso acustico
- Jabali / Billy Hart - batteria
- Patrick Gleeson  - sintetizzatore ARP (con assistenza di Herbie Hancock)
- Fundi /Billy Bonner - random resonator

Hidden Shadows
- Mwandishi / Herbie Hancock - pianoforte elettrico, clavinet (Honer D-6) con fuzz-wah e echoplex, Dakha-Di-Bello, melotron, piano Steinway
- Mganga / Eddie Henderson - flicorno
- Mwile / Bennie Maupin - clarinetto basso
- Pepo / Julian Priester - trombone, cowbell
- Mchezaji / Buster Williams -  basso elettrico
- Jabali / Billy Hart - batteria
- Dr. Patrick Gleeson  - sintetizzatori
- Buck Clarke - congas, bongos

Hornets
- Mwandishi / Herbie Hancock - pianoforte elettrico, clavinet (Honer D-6) con fuzz-wah e echoplex, phase shifter
- Mganga / Eddie Henderson - flicorno,
- Mwile / Bennie Maupin - piccolo, clarinetto basso, afuche, hum-a-zoo, guiro
- Pepo / Julian Priester - trombone contralto
- Mchezaji / Buster Williams -  basso elettrico con wah-wah e fuzz
- Dr. Patrick Gleeson  - sintetizzatori
- Jabali / Billy Hart - batteria

Note aggiuntive
- David Rubinson and Friends - produttore
- Registrazioni effettuate al Wally Heiders e al Different Fur Trading Co. di San Francisco, California (Stati Uniti)
- Fred Catero, Jerry Zatkin e John Vieira - ingegneri delle registrazioni
- David Rubinson - ingegnere del remixaggio
- John Vieira - mixaggio sintetizzatori e melotron
- FUNDI - special monitor mix
- Robert Springett - illustrazioni copertina album originale[5]

## Classifica
Album
| Anno | Classifica    | Posizione raggiunta |
| ---- | ------------- | ------------------- |
| 1973 | Billboard 200 | 176                 |